# Patrick Rissmiller
Patrick Rissmiller (né le 26 octobre 1978 à Belmont, dans l'État du Massachusetts aux États-Unis) est un joueur professionnel retraité de hockey sur glace évoluant à la position d'ailier gauche.

## Carrière
Joueur jamais sélectionné lors d'un repêchage de la Ligue nationale de hockey, Rissmiller devient joueur professionnel en 2002 après quatre années passées au College of the Holy Cross. Il signe alors un contrat de ligue mineure avec les Barons de Cleveland de la Ligue américaine de hockey.
Il signe à l'été 2003 son premier contrat avec une formation de la LNH, les Sharks de San José et dispute la saison suivante ses premières rencontres dans cette ligue.
Après avoir décroché un poste régulier avec l'équipe californienne en 2006, il poursuit avec ces derniers pour les deux saisons suivanntes. Devenant agent libre en 2008, il rejoint alors les Rangers de New York. Il ne dispute cependant que deux rencontres avec ceux-ci, évoluant pour le reste de la saison avec le club affilié en LAH, le Wolf Pack de Hartford.
L'ailier partage par la suite la saison 2009-2010 entre le Wolf Pack et les Griffins de Grand Rapids avant de voir les Rangers l'échanger le 2 août 2010 en compagnie de Donald Brashear aux Thrashers d'Atlanta en retour de l'attaquant Todd White. Le 28 février 2011, il est échangé avec Nicklas Bergfors aux Panthers de la Floride en retour de Radek Dvořák et d'un choix de cinquième tour au Repêchage d'entrée dans la LNH 2011.
Après deux saisons passé dans les rangs mineures nord-américain, il quitte pour l'Italie, rejoignant le AS Renon avec qui il dispute deux saisons avant de se retirer de la compétition. Il accepte à l'été 2015 un poste d'entraîneur au développement des joueurs chez les Devils du New Jersey.

## Statistiques
| Saison     | Équipe                   | Ligue      |     | Saison régulière | Saison régulière | Saison régulière | Saison régulière | Saison régulière |   | Séries éliminatoires | Séries éliminatoires | Séries éliminatoires | Séries éliminatoires | Séries éliminatoires |
| Saison     | Équipe                   | Ligue      | PJ  | B                | A                | Pts              | Pun              | PJ               | B | A                    | Pts                  | Pun                  |                      |                      |
| 1998-1999  | Crusaders de Holy Cross  | MAAC       | 34  | 13               | 28               | 41               | 23               | -                | - | -                    | -                    | -                    |                      |                      |
| 1999-2000  | Crusaders de Holy Cross  | MAAC       | 35  | 10               | 17               | 27               | 22               | -                | - | -                    | -                    | -                    |                      |                      |
| 2000-2001  | Crusaders de Holy Cross  | MAAC       | 29  | 14               | 15               | 29               | 40               | -                | - | -                    | -                    | -                    |                      |                      |
| 2001-2002  | Crusaders de Holy Cross  | MAAC       | 33  | 16               | 30               | 46               | 31               | -                | - | -                    | -                    | -                    |                      |                      |
| 2002-2003  | Barons de Cleveland      | LAH        | 72  | 14               | 26               | 40               | 24               | -                | - | -                    | -                    | -                    |                      |                      |
| 2002-2003  | Cyclones de Cincinnati   | ECHL       | 2   | 2                | 2                | 4                | 0                | -                | - | -                    | -                    | -                    |                      |                      |
| 2003-2004  | Sharks de San José       | LNH        | 4   | 0                | 0                | 0                | 0                | -                | - | -                    | -                    | -                    |                      |                      |
| 2003-2004  | Barons de Cleveland      | LAH        | 75  | 14               | 31               | 45               | 66               | 9                | 0 | 1                    | 1                    | 8                    |                      |                      |
| 2004-2005  | Barons de Cleveland      | LAH        | 69  | 21               | 23               | 44               | 50               | -                | - | -                    | -                    | -                    |                      |                      |
| 2005-2006  | Sharks de San José       | LNH        | 18  | 3                | 3                | 6                | 8                | 11               | 2 | 1                    | 3                    | 6                    |                      |                      |
| 2005-2006  | Barons de Cleveland      | LAH        | 68  | 15               | 37               | 52               | 30               | -                | - | -                    | -                    | -                    |                      |                      |
| 2006-2007  | Sharks de San José       | LNH        | 79  | 7                | 15               | 22               | 22               | 11               | 1 | 3                    | 4                    | 0                    |                      |                      |
| 2007-2008  | Sharks de San José       | LNH        | 79  | 8                | 9                | 17               | 30               | 8                | 0 | 0                    | 0                    | 4                    |                      |                      |
| 2008-2009  | Rangers de New York      | LNH        | 2   | 0                | 0                | 0                | 0                | -                | - | -                    | -                    | -                    |                      |                      |
| 2008-2009  | Wolf Pack de Hartford    | LAH        | 64  | 14               | 40               | 54               | 24               | 6                | 0 | 1                    | 1                    | 6                    |                      |                      |
| 2009-2010  | Wolf Pack de Hartford    | LAH        | 6   | 0                | 2                | 2                | 8                | -                | - | -                    | -                    | -                    |                      |                      |
| 2009-2010  | Griffins de Grand Rapids | LAH        | 63  | 20               | 25               | 45               | 18               | -                | - | -                    | -                    | -                    |                      |                      |
| 2010-2011  | Thrashers d'Atlanta      | LNH        | 1   | 0                | 0                | 0                | 0                | -                | - | -                    | -                    | -                    |                      |                      |
| 2010-2011  | Panthers de la Floride   | LNH        | 9   | 0                | 1                | 1                | 0                | -                | - | -                    | -                    | -                    |                      |                      |
| 2010-2011  | Wolves de Chicago        | LAH        | 6   | 1                | 0                | 1                | 6                | -                | - | -                    | -                    | -                    |                      |                      |
| 2010-2011  | Monsters du lac Érié     | LAH        | 43  | 11               | 19               | 30               | 10               | -                | - | -                    | -                    | -                    |                      |                      |
| 2010-2011  | Americans de Rochester   | LAH        | 8   | 2                | 8                | 10               | 6                | -                | - | -                    | -                    | -                    |                      |                      |
| 2011-2012  | Monsters du lac Érié     | LAH        | 49  | 13               | 16               | 29               | 34               | -                | - | -                    | -                    | -                    |                      |                      |
| 2012-2013  | Sharks de Worcester      | LAH        | 6   | 0                | 2                | 2                | 2                | -                | - | -                    | -                    | -                    |                      |                      |
| 2012-2013  | Americans de Rochester   | LAH        | 25  | 3                | 10               | 13               | 8                | 3                | 0 | 0                    | 0                    | 4                    |                      |                      |
| 2013-2014  | AS Renon                 | Elite A    | 25  | 9                | 16               | 25               | 18               | 17               | 8 | 14                   | 22                   | 22                   |                      |                      |
| 2014-2015  | AS Renon                 | Serie A    | 29  | 12               | 11               | 23               | 64               | 16               | 6 | 8                    | 14                   | 34                   |                      |                      |
| Totaux LNH | Totaux LNH               | Totaux LNH | 192 | 18               | 28               | 46               | 60               | 30               | 3 | 4                    | 7                    | 10                   |                      |                      |

## Honneurs et trophées
- Mid-Atlantic Athletic Conference
  - Nommé dans l'équipe d'étoiles des recrues en 1999.
  - Nommé dans la première équipe d'étoiles en 2002.
  - Nommé le joueur offensif de l'année en 2002.

## Transactions en carrière
- 23 septembre 2002 : signe à titre d'agent libre avec les Barons de Cleveland.
- 30 juin 2003 : signe à titre d'agent libre avec les Sharks de San José.
- 1er juillet 2008 : signe à titre d'agent libre avec les Rangers de New York.
- 2 août 2010 : échangé par les Rangers avec Donald Brashear aux Thrashers d'Atlanta en retour de Todd White.
- 28 février 2011 : échangé par les Thrashers avec Niclas Bergfors aux Panthers de la Floride en retour de Radek Dvořák et du choix de xinquième ronde des Hurricanes de la Caroline au Repêchage d'entrée de 2011 (choix acquis précédemment et transféré aux Sharks de San José qui sélectionnent avec ce choix Sean Kuraly).
- 12 juillet 2011 : signe à titre d'agent libre avec l'Avalanche du Colorado.
- 27 mars 2013 : signe à titre d'agent libre avec les Americans de Rochester.
- 25 novembre 2013 : signe à titre d'agent libre avec l'AS Renon.
- 27 août 2015 : annonce son retrait de la compétition.